# シーサケット・ソー・ルンヴィサイ
シーサケット・ソー・ルンヴィサイ（タイ語: ศรีสะเกษ ศ.รุ่งวิสัย, 英語: Srisaket Sor Rungvisai、1986年12月8日 - ）は、タイのプロボクサー。シーサケート県出身。元WBC世界スーパーフライ級王者。
ウォーラウット・ウォーポーシサケット（Worawut Wor Por Srisaket）やシーサケット・シッサイトーン（Srisaket Sithsaithong）というリングネームを名乗ったこともある。

## 来歴
シーサケート県の貧しい農村で生まれ13歳からムエタイを始めた。ムエタイでは芽が出なかったことで仕事を探すため付き合っていた恋人と共に田舎を出てバンコクでごみ収集の仕事を始めた。尚、この恋人とは14年間連れ添うが全財産を持ち逃げされ別れることになる。
2009年3月17日、ボクシングデビュー戦を日本の後楽園ホールでウォーラウット・ウォーポーシサケットのリングネームで八重樫東とライトフライ級8回戦で対戦し、3回2分11秒TKO負けを喫した。当時はボクシングの経験がなく、ムエタイの練習もしていなかった。このあと日本で、2009年6月と2010年2月にも試合をしているが2試合とも負けている。
2011年6月14日、エリック・ディアス・シレガーとABCOスーパーフライ級王座決定戦を行い、5回KO勝ちを収め王座獲得に成功した。
2011年11月4日、ユディー・アレマと対戦し、4回35秒KO勝ちを収めABCO王座の初防衛に成功した。
2012年5月8日、ウィルバー・アンドガンと対戦し、4回2分51秒TKO勝ちを収めABCO王座の2度目の防衛に成功した。
2012年7月2日、リオネル・マーク・デュランと対戦し、2回2分57秒TKO勝ちを収めABCO王座の3度目の防衛に成功した。
2012年12月3日、アルヴィン・バイズと対戦し、2回1分21秒KO勝ちを収めABCO王座の4度目の防衛に成功した。
2013年5月3日、コンムアンスリ・スタジアムでWBC世界スーパーフライ級王者佐藤洋太（協栄）に挑戦し、8回1分26秒TKO勝ちを収め王座獲得に成功した。
2013年11月15日、ナコーンラーチャシーマー県のプロヴィンシャル・スタジアムでWBC同級15位の向井寛史（六島）と対戦し、9回1分44秒TKO勝ちを収め、初防衛に成功した。
2014年2月17日、WBC世界スーパーフライ級王者のシーサケット・ソー・ルンヴィサイとWBC世界スーパーフライ級1位のカルロス・クアドラスの間で行われる指名試合の入札が行われ、クアドラス陣営の帝拳プロモーションが30万2千ドルを提示し興行権を落札した。シーサケット陣営のナコンルアン・ボクシング・プロモーションズの提示額は20万9千ドルだった。
2014年5月31日、メキシコシティでカルロス・クアドラスと対戦し、8回0-3（73-78、74-77、75-77）の負傷判定負けを喫し2度目の防衛に失敗、王座から陥落した。
2015年5月28日、ナコーンラーチャシーマー県でWBC世界スーパーフライ級2位のホセ・サルガドとWBC同級シルバー王座決定戦を行い、4回TKO勝ちを収め王座獲得に成功した。勝者となったシーサケットはクアドラスへの挑戦権を獲得した。
2015年11月、WBCの年次総会でWBC世界スーパーフライ級王者カルロス・クアドラスと指名試合を行うよう指令が出された。
2017年3月18日、ニューヨークのマディソン・スクエア・ガーデンにてゲンナジー・ゴロフキン vs ダニエル・ジェイコブスの前座で、WBC世界スーパーフライ級王者ローマン・ゴンサレスに挑戦し、12回2-0（114-112×2、113-113）の判定勝ちを収め王座返り咲きに成功した。
2017年4月4日、WBCはシーサケット・ソー・ルンヴィサイとローマン・ゴンサレスに対し再戦指令を出した。また、この試合の勝者はカルロス・クアドラスとファン・フランシスコ・エストラーダの間で行われるWBC世界スーパーフライ級暫定王座決定戦の勝者との対戦を義務付けられた。
2017年9月9日、カリフォルニア州カーソンの スタブハブ・センター・テニスコートで行われた「SUPER FLY」で、元世界4階級制覇王者でWBC世界スーパーフライ級1位のローマン・ゴンサレスと6ヵ月ぶりにダイレクトリマッチで再戦し、4回1分18秒KO勝ちを収め、初防衛に成功した。この試合でシーサケットは170,000ドル（約1900万円）、ゴンサレスは600,000ドル（約6700万円）のファイトマネーを稼いだ。
2017年12月27日、ESPNはシーサケット・ソー・ルンヴィサイ対ローマン・ゴンサレス第2戦を2017年度の年間KO賞に選出した。2018年1月3日、ファイトニュース・ドットコムも同戦を2017年度の年間KO賞に選出した。
2018年2月24日、カリフォルニア州イングルウッドのザ・フォーラムで行われた「SUPER FLY2」で、元WBA・WBO世界フライ級スーパー王者でWBC世界スーパーフライ級1位のファン・フランシスコ・エストラーダと対戦し、12回2-0（117-111、115-113、114-114）の判定勝ちを収め、2度目の防衛に成功した。この試合でシーサケットは25万ドル（約2700万円）、エストラーダは10万ドル（約1100万円）のファイトマネーを稼いだ。
2018年7月21日、タイのバンプーンでベー・ユンキルとノンタイトル10回戦で対戦し、1回TKO勝ちを収めた。
2018年10月6日、ONE Championshipの興行内で、パーククレット郡のインパクト・アリーナにてWBC世界スーパーフライ級12位のイラン・ディアスと対戦し、12回判定勝ちを収め3度目の王座防衛に成功した。
2019年1月、マッチルーム・スポーツ・USAとDAZNとの間で複数試合のプロモーション契約を交わした。
2019年4月26日、アメリカ・イングルウッドのザ・フォーラムにてファン・フランシスコ・エストラーダと再戦し、12回 0-3（113-115×2、112-116）の判定負けで王座から陥落した。この試合でシーサケットは50万ドル（約5400万円）、エストラーダは20万ドル（約2100万円）のファイトマネーを稼いだ。
2020年4月4日、アムナット・ルエンロンと対戦することが決まっていたが新型コロナウイルスの影響で試合延期になった。
2020年8月1日、アムナット・ルエンロンと120ポンド（54.4kg）契約10回戦で対戦し、判定勝ちを収めた。
2022年2月5日、アリゾナ州フェニックスのフットプリント・センターでカルロス・クアドラスとWBC世界スーパーフライ級王座決定戦で対戦予定で、現地入りもしていたが試合直前で病気にかかり欠場となった。
2022年6月25日、1年3か月ぶりとなった試合をテキサス州サンアントニオのテック・ポート・アリーナでWBC世界スーパーフライ級王者ジェシー・ロドリゲスと対戦し、8回TKO負けで王座返り咲きに失敗した。
2023年10月28日、バンコクでスックプラサード・ポンピタックに5回TKO勝ちした。
2025年4月13日、住吉区民センターで日本スーパーバンタム級9位の山﨑海斗とスーパーバンタム級8回戦で対戦し、0-3判定負けを喫した。

## 獲得タイトル
- ABCOスーパーフライ級王座
- WBC世界スーパーフライ級王座（防衛1）
- WBC世界スーパーフライ級シルバー王座
- WBC世界スーパーフライ級王座（2期目:防衛3）